# NGC 5256
NGC 5256 (другие обозначения — UGC 8632, IRAS13362+4831, MCG 8-25-31, ZWG 246.21, MK 266, 1ZW 67, KCPG 388A, PGC 48192) — спиральная галактика в созвездии Большая Медведица.
Галактика обладает активным ядром и относится к сейфертовским галактикам типа II
Этот объект входит в число перечисленных в оригинальной редакции «Нового общего каталога».